# Groß Flottbek
|  | Per a altres significats, vegeu «Flottbek». |

Groß Flottbek, en baix alemany Groot Flottbeek, és un nucli del districte de'Altona a la ciutat estat d‘Hamburg a Alemanya. A la fi de 2009 tenia 10.819 habitants a una superfície de 2,4 km². Es regat pel riu Große Flottbek. Contràriament a l'opinió, és el poble que va donar el seu nom al riu el 1867, i no pas l'invers.

## Història

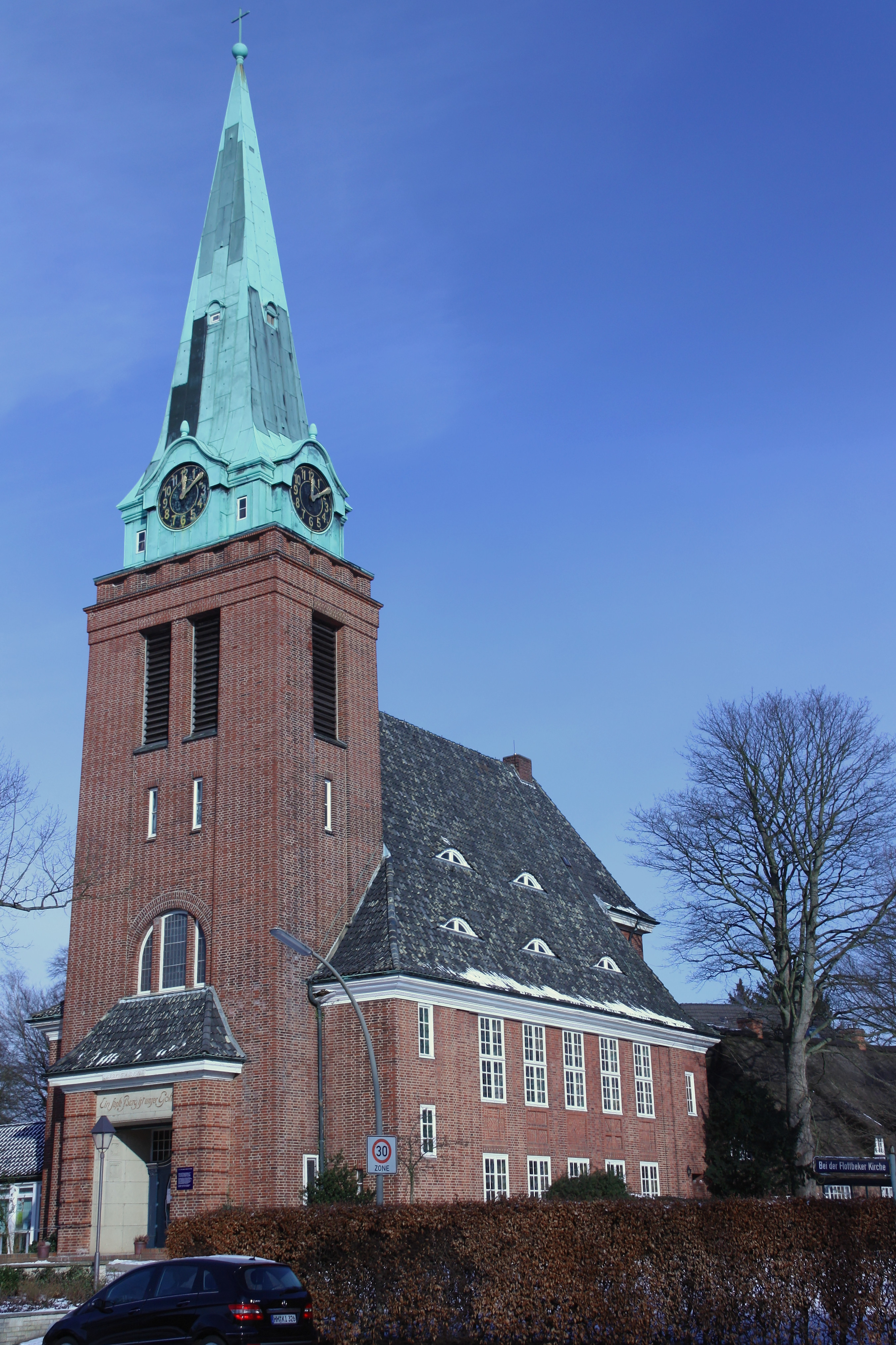
L'església

El primer esment escrit de Lütten un Groten Flöbbeek (els noms baix alemanys originals del poble) data del 1305. Inicialment pertanyia al comtat de Stormarn, des del 1304 (o 1307) passà al ducat Holstein-Pinneberg que al 1604 va esdevenir una unió personal amb Dinamarca fins que el 1864 passà a Prússia. El 1927 passà a la ciutat d'Altona i després de la llei de l'àrea metropolitana d'Hamburg del 1937 passà a Hamburg. Avui, el poble és principalment un dormitori per a la metròpoli d'Hamburg. Hi ha unes vuitanta petites empreses de serveis i diversos cafès i restaurants, però no hi ha cap empresa major.